# Babylonia (chi ốc biển)
Babylonia là một chi ốc biển, là động vật thân mềm chân bụng sống ở biển trong họ Babyloniidae.

## Các loài
Theo Cơ sở dữ liệu sinh vật biển (WoRMS), các loài có tên được chấp nhận trong chi Babylonia gồm có

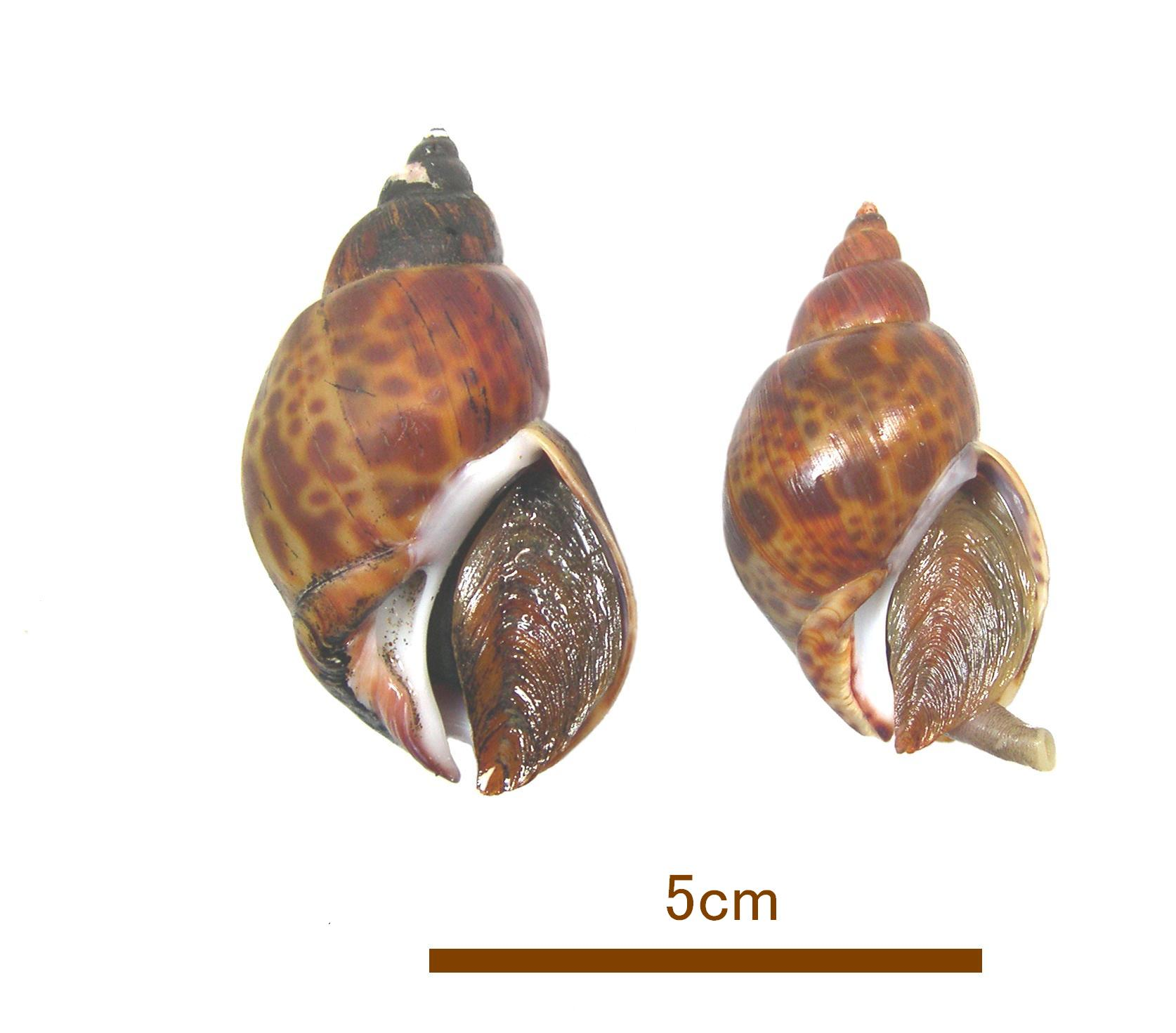
Babylonia japonica

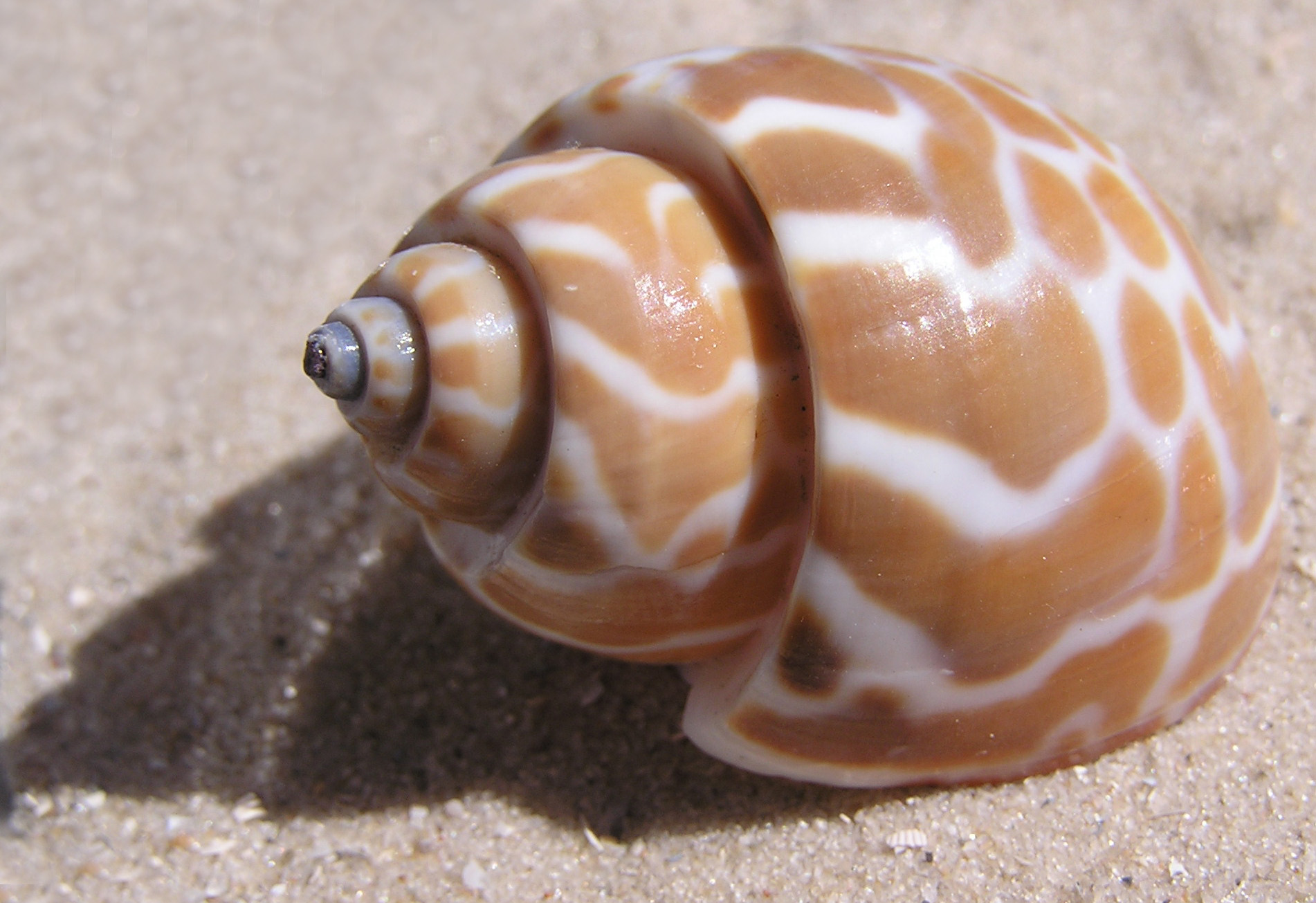
Babylonia spirata

- Babylonia ambulacrum (G.B. Sowerby I, 1825)
- Babylonia angusta Altena & Gittenberger, 1981
- Babylonia areolata (Link, 1807)
- Babylonia borneensis (G.B. Sowerby II, 1864)
- Babylonia feicheni Shikama, 1973
- Babylonia formosae (G.B. Sowerby II, 1866)
- Babylonia habei Altena & Gittenberger, 1981
- Babylonia hongkongensis Lai & Guo, 2010
- Babylonia japonica (Reeve, 1842)
- Babylonia kirana Habe, 1965
- Babylonia leonis Altena & Gittenberger, 1972
- Babylonia lutosa (Lamarck, 1819)
- Babylonia magnifica Fraussen & Stratmann, 2005[4]
- Babylonia perforata (G.B. Sowerby II, 1870)
  - Babylonia perforata perforata (G.B. Sowerby II, 1870)
  - Babylonia perforata pieroangelai Cossigniani, 2008
  - Babylonia pintado f. millepunctata (Turton, 1932)
- Babylonia spirata (Linnaeus, 1758)
  - Babylonia spirata f. chrysostoma (G.B. Sowerby II, 1866)
  -  Babylonia spirata f. semipicta (G.B. Sowerby II, 1866)
- Babylonia tesselata (Swainson, 1823)
- Babylonia umbilifusca Gittenberger E. & Goud, 2003[5]
- Babylonia valentiana (Chemnitz, 1780)
- Babylonia zeylanica (Bruguière, 1789)

Các loài trong chi Babylonia đồng nghĩa:
- Babylonia lani Gittenberger E. & Goud, 2003[6]: đồng nghĩa của Babylonia tesselata (Swainson, 1823)
- Babylonia papillaris (G.B. Sowerby I, 1825): đồng nghĩa của Zemiropsis papillaris (G.B. Sowerby I, 1825)
- Babylonia pintado Kilburn, 1971: đồng nghĩa của Zemiropsis pintado (Kilburn, 1971)
- Babylonia pieroangelai Cossignani, 2008[7]: đồng nghĩa của Babylonia perforata pieroangelai Cossigniani, 2008
- Babylonia pulchrelineata Kilburn, 1973: đồng nghĩa của Zemiropsis pulchrelineata (Kilburn, 1973)
- Babylonia rosadoi Bozzetti, 1998[8]: đồng nghĩa của Zemiropsis rosadoi (Bozzetti, 1998)